# کشتار زندانیان ان‌کاوه‌ده
کشتار زندانیان توسط کمیساریای خلق در امور داخلی رویدادی است که توسط پلیس مخفی شوروی در ایالت‌های غربی این کشور در روزهای ابتدایی تهاجم نظامی آلمان به شوروی رخ داد. تخمین زده شده که نزدیک به صد هزار زندانی در این کشتار کشته شده‌اند.

## شرح ماجرا
با شروع تهاجم آلمان نازی به شوروی، پلیس مخفی این کشور که با حروف اختصاری ان‌کا‌وه‌ده شناخته می‌شد، اقدام به دستگیری شتابزده افراد مشکوک در مناطقی که بزودی به دست آلمانی‌ها می‌افتادند، کرد. گروهی از زندانیان به مناطق شرقی کشور منتقل شدند و عده‌ای دیگر اعدام شدند. تشکیلات امنیتی شوروی در حالی به این کار مشغول بود که منابع جنگی شوروی مانند آتش بارهای توپ خانه و ضدهوایی و استحکامات به حال خود رها شدند.
عده‌ای از زندانیان در سلول‌ها و حیاط زندان‌ها تیرباران شدند. در زندان تارتو(Tartu) صد و نود و دو نفر تیرباران شدند و جنازه‌هایشان به چاه انداخته شد. در بعضی موارد نیز جلادان، سلول‌ها را پر از زندانی کردند و بعد در هر سلول چند دینامیت انداختند. به گفته شاهدان عینی، کف یکی از سلول‌ها پوشیده از چشم، گوش و زبان زندانی‌های مرده بود